# 貝原益軒

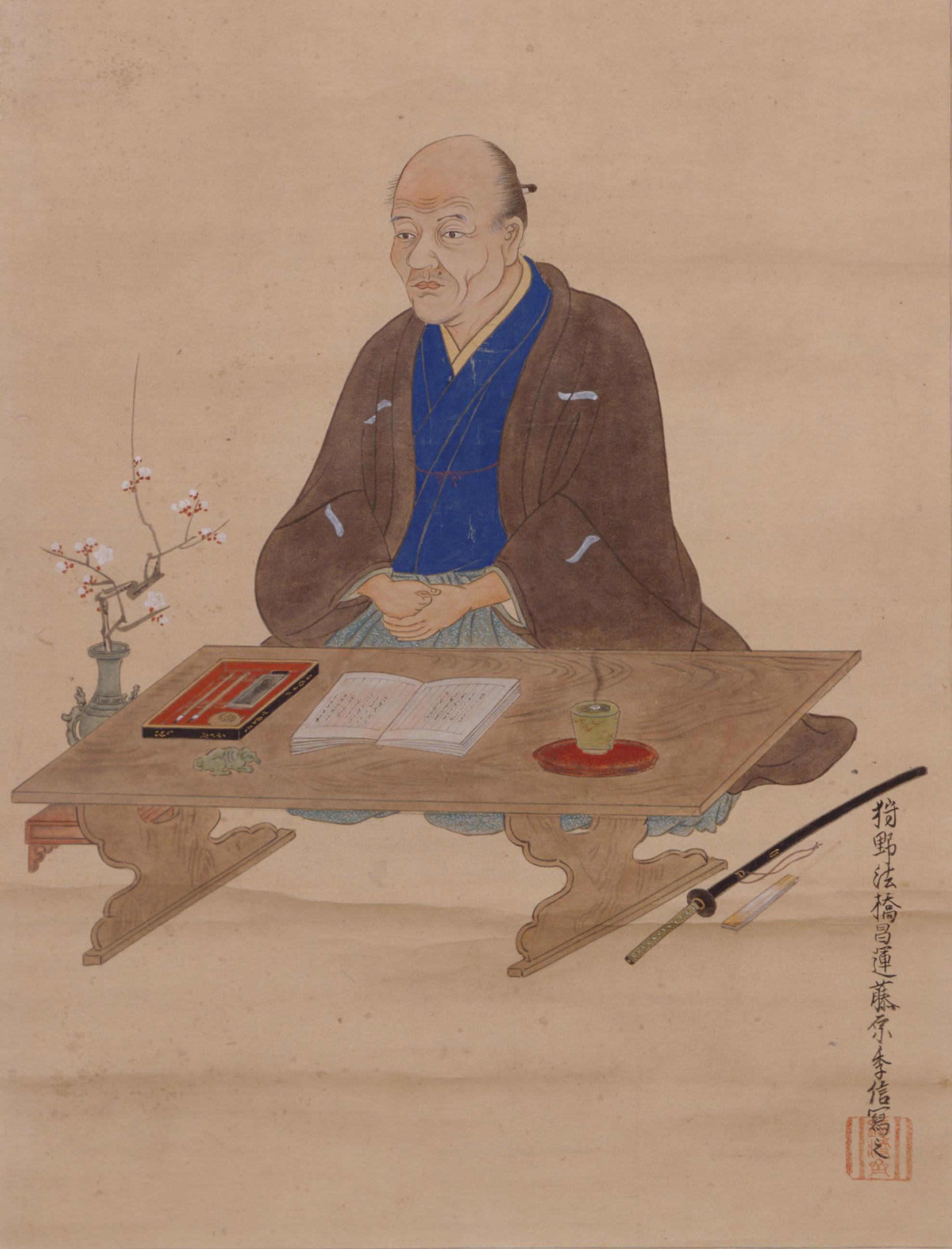
貝原益軒肖像（1700年頃）

貝原 益軒（かいばら えきけん、1630年12月17日（寛永7年11月14日） - 1714年10月5日（正徳4年8月27日））は、江戸時代の本草学者（現代で言う薬学者）、儒学者。 50年間に多くの著述を残し、経学、医学、民俗、歴史、地理、教育などの分野で先駆者的業績を挙げた。

## 生涯・人物

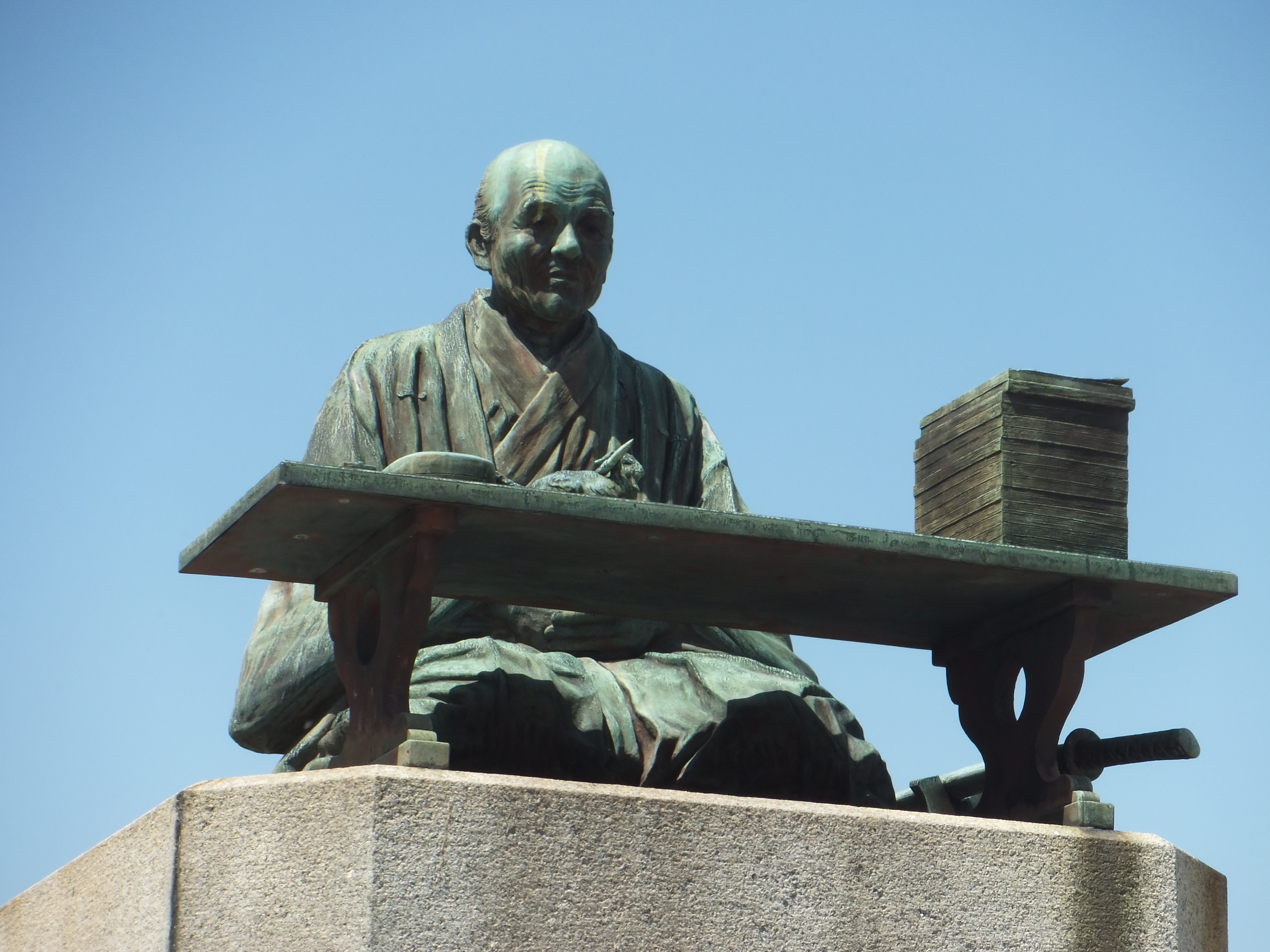
貝原益軒座像（福岡市中央区金龍寺）

筑前国（現在の福岡県）福岡藩士、黒田藩の祐筆であった貝原寛斎の五男として生まれる。名は篤信、字は子誠、号は柔斎、損軒（晩年に益軒）、通称は久兵衛。
先祖は岡山県吉備津神社の神官で祖父の代より黒田氏に仕えた。幼少年期に父の転職で転々と住所を変えた。1648年（慶安元年）、18歳で福岡藩に仕えたが、1650年（慶安3年）、2代藩主黒田忠之の怒りに触れ、7年間の浪人生活を送ることとなる。1656年（明暦2年）27歳、3代藩主光之に許され、藩医として帰藩。翌年、藩費による京都留学で本草学や朱子学等を学ぶ。このころ木下順庵、山崎闇斎、松永尺五、向井元升、黒川道祐らと交友を深める。また、同藩の宮崎安貞が来訪した。7年間の留学の後、1664年35歳の時、帰藩し、150石の知行を得、藩内での朱子学の講義や、朝鮮通信使への対応を任され、また佐賀藩との境界問題の解決に奔走するなど重責を担った。40歳のとき4代藩主黒田綱政から荒津東浜(現在の荒戸1丁目)に屋敷を与えられ、生涯の住まいとした。
藩命により『黒田家譜』を編纂。また、益軒の上申から黒田藩が1688年（元禄元年）に『筑前国続風土記』の編纂を認めている。
1699年、70歳で役を退き著述業に専念。著書は1712年（正徳2年）に上梓した『養生訓』を始め、生涯に60部270余巻に及ぶ。退役後も藩内を隈なく巡検して『筑前国続風土記』の編纂を続け、1703年（元禄16年）に藩主に献上している。
1714年（正徳4年）に没するに臨み、辞世の漢詩2首と和歌「越し方は一夜（）ばかりの心地して 八十（）あまりの夢をみしかな」を残している。墓所は福岡市金龍寺にあり福岡県指定史跡である。
1911年（明治44年）6月1日、贈正四位。

## 著書

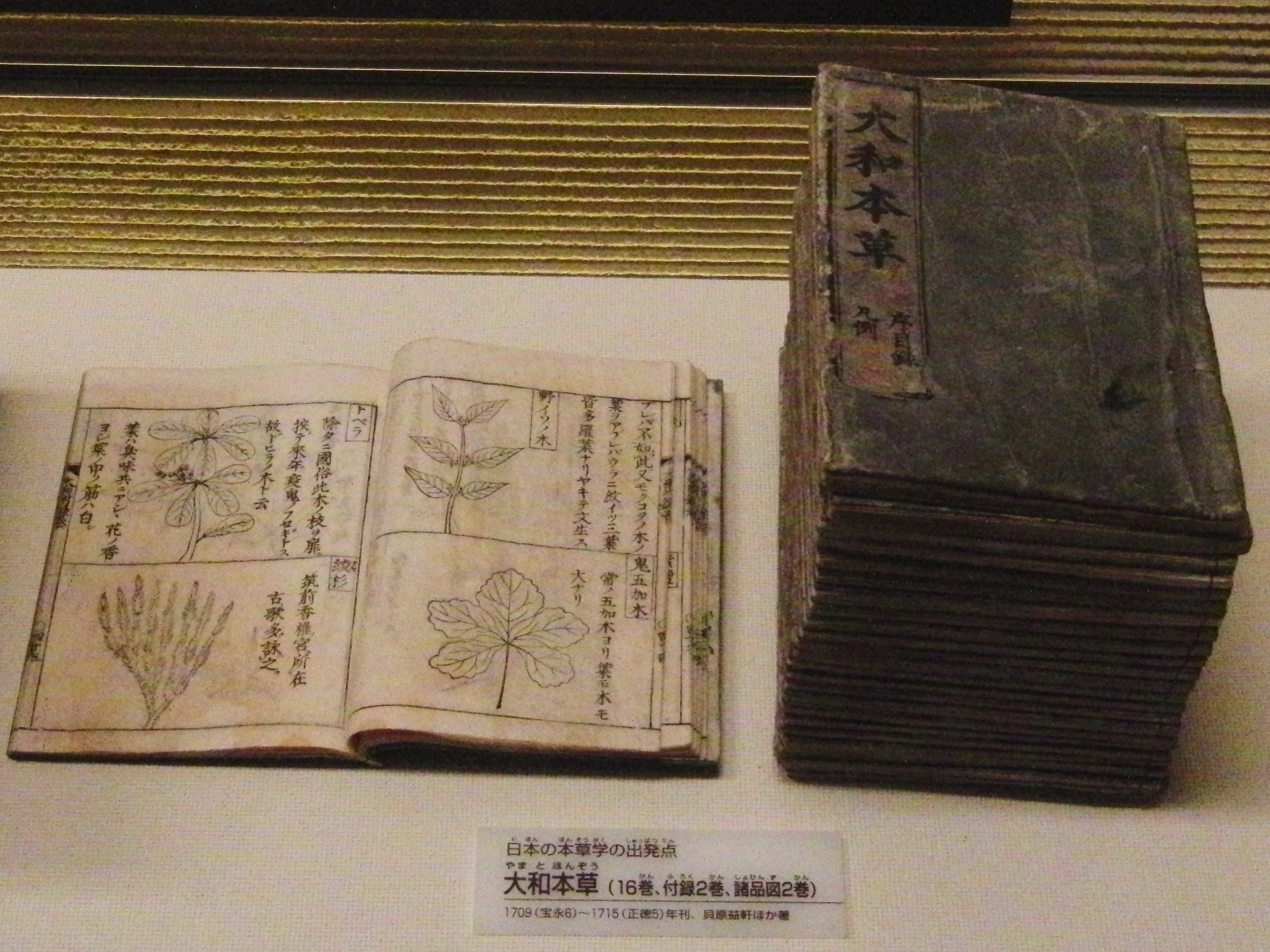
『大和本草』（国立科学博物館の展示）

幼少のころに虚弱であったことから、読書家となり博識となった。ただし書物だけにとらわれず自分の足で歩き目で見、手で触り、あるいは口にすることで確かめるという実証主義的な面もあった。
多くの人に読まれるよう、平易な文体を用いた著書がある。『大和俗訓』の序に「高きに登るには必ず麓よりし、遠きにゆくには必ず近きよりはじむる理あれば」とみえるように、庶民や女子及び幼児などを対象にした幅広い層向けの教育書を著した。
中国で出版された『本草綱目』に訓点を付け、自らの経験から記述を加えた『大和本草』を1709年（宝永6年）に発行。これまで中国から伝わる薬草を和名に換えるのが主体であった本草学に、実用的観点からの記述を加え、博物学へ展開される始まりとされ、以後は植物の形状や生態、日用への可能性などに本草学の関心が向けられることとなった。
思想書としては、1712年（正徳2年）の『自娯集』。学問の功は思にありとして、教義、道徳、教育等の意見を著した『慎思録』、朱子学への観念的疑問等を著した『大擬録』などがある。
貝原の著作の一部はマイクロフィルムないしスキャナーによるデジタル化処理済みで、インターネット上の国立国会図書館デジタルコレクション、都道府県立の文書館、国文学研究資料館電子資料館「国書データベース」などで公開されている。一方で目録に名前があるが、現存しないもしくは未発見の著作も幾つか知られる。
- 『花譜』（全3巻、写本、1698年、国立国会図書館所蔵、原本請求番号：特1-1942） 国立国会図書館書誌ID:000007281141（他の写本あり）
- 『日本釈名』（全3巻、長尾平兵衛ほか出版、1700年、国立国会図書館所蔵、原本請求番号：特1-1625）国立国会図書館書誌ID:000007311987
- 『万宝鄙事記』（全8巻、福井県文書館所蔵のものが全巻揃っており、デジタル化とネットでの閲覧もできる。国立国会図書館所蔵のものは欠巻あり）
  - 『万宝鄙事記　第八巻』（茨城多左衛門出版、1705年、国立国会図書館所蔵、原本請求番号：特1-2893）doi:10.11501/2536930
- 『大和本草』（全16巻と附録2巻、永田調兵衛出版、1709年、国立国会図書館所蔵、原本請求番号：特1-2292）国立国会図書館書誌ID:000007326102（他の資料の所蔵あり）
- 『菜譜』（小河太左衛門ほか出版、1714年、国立国会図書館所蔵、原本請求番号：1-2342） doi:10.11501/2536603（他資料の所蔵あり）
- 『日光名勝記』（和本、1714年、国立国会図書館所蔵、原本請求番号：特1-2804） doi:10.11501/2536870
- 『點例』（柳枝軒出版、1721年、国立国会図書館所蔵、原本請求番号：特1-2672） doi:10.11501/2536790
- 『大和廻』（柳枝軒出版、1721年、奈良県立情報館所蔵、資料番号161068665） doi:10.20730/100339941
- 『四季古実記』（写本、ノートルダム清心大学所蔵、資料番号：332-0199-003）doi:10.20730/100188212（他館所蔵の資料もあり）
- 『克明抄』（写本、国立国会図書館所蔵、原本請求番号：特1-2073） doi:10.11501/2536443（他館所蔵の資料もあり）
- 『貝原先生家訓』（播磨屋新兵衛出版、1794年、国立国会図書館所蔵、原本請求番号：特1-1833）doi:10.11501/2536305
- 『貝原養生訓』（多田勘兵衛出版、1812年、金城学院大学所蔵、資料番号100232795） doi:10.20730/100232795 現代語訳等も多数出版されており、大和本草と並ぶ貝原の代表作
- 『大和俗訓』（山中善兵衛出版、文化12年、北海道大学図書館所蔵、資料番号:HOKU-00849）doi:10.20730/100261192（他館所蔵の資料もあり）
- 『和俗童子訓』（永田調兵衛出版、宝永7年、静岡県立図書館所蔵、資料番号：204-0126-002）doi:10.20730/100065367（他館所蔵の資料もあり）
- 『楽訓』（茨城多左衛門出版、享保6年、東京学芸大学所蔵、資料番号：TKGK-50107）doi:10.20730/100409791（他館所蔵の資料もあり）
- 『吾嬬路記』（吾妻路之記、あづま路の記とも書かれる）（柳枝軒出版、1721年、国文学研究資料館所蔵、資料番号：49-147）doi:10.20730/200021797（他館所蔵の資料もあり）
- 『有馬湯山記』（有馬温泉記とも書かれる）（和本、徳島県立図書館所蔵、資料番号：065-0012-003）doi:10.20730/100034497（他館所蔵の資料もあり）
- 『丹後国天橋立之図』（和本、国立国会図書館所蔵、資料番号：亥-182）doi:10.11501/2533714
- 『安芸国厳島勝景図』（和本、国立国会図書館所蔵、資料番号：特1-3077） doi:10.11501/2537011
- 『和州芳野山勝景図』（茨城多左衛門出版、1713年、国立国会図書館所蔵、資料番号：特1-3266） doi:10.11501/2537032（他の資料の所蔵もあり）
- 『黒田家譜』（写本、東京大学総合図書館所蔵、資料番号：TOKY-02199）doi:10.20730/100451949（他館所蔵の資料もあり）

## 貝原益軒学習の碑
父の知行地で、益軒が幼年を過ごした福岡県飯塚市に「貝原益軒学習の碑」がある。

## 親族
益軒は39歳の時、知人で秋月藩医師である江月道達の姪で、当時17歳の初子と結婚した。初子は後に「東軒」と号した。初子は和歌が巧みで、益軒に伴い漫遊し、紀行文や「女大学」等を内助した。実子には恵まれなかったが、仲のよい夫婦であったという。初子も益軒と同じく病弱で、貝原家に残されていた用薬日記には、病気の治療などでしばしば漢方薬を調合していたことが記録されている。妻は益軒に先立つことおよそ8か月・益軒が没する前年に亡くなった。享年62。
益軒の兄の貝原楽軒は、筑前福岡藩で浦奉行を務め「貝原義質教訓書」を著した。
楽軒の息子の貝原好古は、後に益軒の養子となった。好古は藩命で益軒の「筑前国続風土記」編集に助力したり、「日本歳時記」を著したりしている。

## 関連文献
- 『慎思録　現代語訳』伊藤友信訳、講談社学術文庫、1996年
- 『養生訓　全現代語訳』伊藤友信訳、講談社学術文庫、1982年
- 『養生訓 ほか』松田道雄訳、中公クラシックス、2005年。他は楽訓・和俗童子訓
  - 旧版『養生訓』松田道雄訳、中公文庫、改版2020年
  - 旧版『大和俗訓・和俗童子訓』中央公論社〈中公文庫〉、1974年。
- 『大和俗訓』 石川謙校訂、岩波文庫
- 『養生訓』 城島明彦訳、致知出版社、2015年
- 井上忠『貝原益軒』人物叢書 吉川弘文館、1963年
  - 新装版 1989年 ISBN 9784642051453
  - オンデマンド版　2021年　ISBN　9784642751452
- 『新訂黒田家譜 索引・家譜年表』（川添昭二、福岡古文書を読む会 校訂）文献出版、1987年。